# Diocesi di Sfasferia
La diocesi di Sfasferia (in latino: Dioecesis Sfasferiensis) è una sede soppressa e sede titolare della Chiesa cattolica.

## Storia
Sfasferia, nell'odierna Algeria, è un'antica sede episcopale della provincia romana della Mauritania Cesariense.
Unico vescovo conosciuto di questa diocesi africana è Rufo, il cui nome appare al 55º posto nella lista dei vescovi della Mauritania Cesariense convocati a Cartagine dal re vandalo Unerico nel 484; Rufo, come tutti gli altri vescovi cattolici africani, fu condannato all'esilio.
Dal 1933 Sfasferia è annoverata tra le sedi vescovili titolari della Chiesa cattolica; dal 28 giugno 2017 il vescovo titolare è Job Koo Yobi, Ist. del Prado, vescovo ausiliare di Seul.

## Cronotassi

### Vescovi residenti
- Rufo † (menzionato nel 484)

### Vescovi titolari
- Antonio Silvio Zocchetta, O.F.M. † (16 febbraio 1968 - 22 gennaio 1973 deceduto)
- Jean-Baptiste Outhay Thepmany † (10 luglio 1975 - 19 marzo 1998 deceduto)
- Michael Gorō Matsuura (19 aprile 1999 - 29 marzo 2015 nominato vescovo di Nagoya)
- Simon Poh Hoon Seng (9 luglio 2015 - 4 marzo 2017 nominato arcivescovo di Kuching)
- Job Koo Yobi, Ist. del Prado, dal 28 giugno 2017